# Тьен, Лёрнер
Лёрнер Тьен (англ. Learner Tien; род. 2 декабря 2005, Ирвайн, Калифорния) — американский профессиональный теннисист. Победитель трёх турниров ATP Challenger в одиночном разряде; и 11 турниров ITF (7 — в одиночном разряде); финалист молодёжного турнира Next Generation ATP Finals (2024).
Победитель одного юниорского турнира Большого шлема в парном разряде (Открытый чемпионат Австралии-2023) и финалист двух юниорских турниров Большого шлема в одиночном разряде (Открытый чемпионат Австралии-2023, Открытый чемпионат США-2023); бывшая 4-я ракетка мира в юниорском рейтинге ITF (2023).

## Биография
Родился 2 декабря 2005 года.

## Спортивная карьера
В 2023—2024 годах стал победителем трёх турниров серии «челленджер» и семи турниров серии «фьючерс» в одиночном разряде.
И в 2022—2024 годах стал победителем ещё четырёх «фьючерсов» в парном разряде.

### 2022—2023
В августе 2022 года получил уайлд-кард в основную сетку одиночного разряда Открытого чемпионата США, где в первом круге проиграл сербу Миомиру Кецмановичу.
В августе 2023 года снова получил уайлд-кард в основную сетку одиночного разряда Открытого чемпионата США, где в первом круге проиграл соотечественнику Фрэнсису Тиафо.

### 2024
В августе 2024 года снова получил уайлд-кард в основную сетку одиночного разряда Открытого чемпионата США, где в первом круге проиграл французу Артюру Фису в 4 сетах. 
Осенью 2024 года трижды доходил до финалов «челленджеров» в одиночном разряде, выиграв два из них.

### 2025
В начале января 2025 года стал победителем квалификации Открытого чемпионата Австралии, в финальном раунде победив словака Йозефа Ковалика со счётом 6-3 6-4, и впервые вышел в основную сетку на этом турнире Большого шлема. В первом круге Тьен победил аргентинца Камило Уго Карабельи со счётом 4-6 7-6(7-3) 6-3 5-7 6-4, это была первая победа 19-летнего Тьена в основной сетке турниров Большого шлема. Во втором круге сенсационно одолел в пяти сетах пятую ракетку мира и прошлогоднего финалиста турнира Даниила Медведева. В матче с большим количеством брейков (Тьен сделал 9 брейков за матч, а Медведев — 10) Тьен вёл 2-0 по партиям и имел матчбол на тай-брейке третьего сета, но уступил его 8-10. В пятой партии Медведев подавал на матч при счёте 6-5, но Тьен сделал обратный брейк, а затем победил на чемпионском тай-брейке — 6-3 7-6(7-4) 6-7(8-10) 1-6 7-6(10-7). Матч закончился около 3 часов ночи по местному времени. Тьен впервые в карьере обыграл игрока топ-10. В третьем круге Тьен в трёх сетах обыграл 69-ю ракетку мира Корантена Муте (7-6(12-10) 6-3 6-3), но в 4-м раунде уступил 55-й ракетке мира Лоренцо Сонего в 4 сетах. После турнира Тьен впервые в карьере вошёл в топ-100 мирового рейтинга, поднявшись со 121-й на 80-ю позицию.
В конце февраля на турнире серии ATP 500 на харде в Акапулько Тьен прошёл квалификацию, в первом круге обыграл Кэмерона Норри, а во втором круге победил вторую ракетку мира Александра Зверева со счётом 6-3 6-4. За матч Тьен реализовал 3 из 6 брейкпойнтов, а Зверева — 1 из 3. В 1/4 финала Тьен проиграл 25-й ракетке Томашу Махачу, который затем выиграл турнир.
На турнирах серии Masters на харде в Индиан-Уэллсе и Майами проигрывал уже в первом круге.

## Рейтинг на конец года
| Год  | Одиночный рейтинг | Парный рейтинг |
| 2024 | 122               | 1435           |
| 2023 | 450               | 927            |
| 2022 | 861               | 1114           |

## Победы над теннисистами из топ-10
- Тьен имеет результат 2-0 против игроков, которые на момент проведения матча входили в десятку лучших.

По состоянию на 29 апреля 2025 года
| №    | Игрок            | Рейтинг | Турнир                       | Покрытие | Этап     | Счёт                                 | Рейтинг Тьена |
| 2025 | 2025             | 2025    | 2025                         | 2025     | 2025     | 2025                                 | 2025          |
| ---- | ---------------- | ------- | ---------------------------- | -------- | -------- | ------------------------------------ | ------------- |
| 1.   | Даниил Медведев  | 5       | Открытый чемпионат Австралии | Хард     | 2-й круг | 6-3 7-6(7-4) 6-7(8-10) 1-6 7-6(10-7) | 121           |
| 2.   | Александр Зверев | 2       | Abierto Mexicano Telcel      | Хард     | 2-й круг | 6-3 6-4                              | 83            |